# پیرلوئیجی فروسیو
پیرلوئیجی فروسیو (انگلیسی: Pierluigi Frosio; ۲۰ سپتامبر ۱۹۴۸ – ۲۰ فوریهٔ ۲۰۲۲) بازیکن فوتبال اهل ایتالیا بود.
از باشگاه‌هایی که در آن بازی کرده‌است می‌توان به باشگاه فوتبال پروجا و باشگاه فوتبال چزنا اشاره کرد.